# Gündlischwand
Gündlischwand är en ort och kommun i distriktet Interlaken-Oberhasli i kantonen Bern, Schweiz. Kommunen har 346 invånare (2023).
I ortsdelen Zweilütschinen ligger en järnvägsstation på Berner-Oberland-Bahn.